# 荣耀之战
《荣誉之战》是2004年于PlayStation 2平台发行的电子游戏。游戏主角为武打演员李连杰，动作指导由元奎担任。

## 游戏系统
游戏呈现模拟动作片的电影化场景，不设家在画面，且各关卡被分割为“幕”。仿DVD的章节选择菜单可让玩家回溯因通关的“幕”。游戏采用第三人称视角，大部分关卡采用清版动作游戏设计，玩家须使用右摇杆直接对敌人发动打击。游戏还有一些设有无限弹药武器的关卡。在这些关卡中，玩家不断积累肾上腺素，用来在近战中发动必杀技。另外在武器关卡中，玩家可以像《英雄本色》一样使用子弹时间模式，还能够躲在垃圾桶或墙壁后面。

## 剧情
袁杰（Kit Yun，李连杰饰）是香港卧底警察，受命为父亲的至交蒋老大（Boss Chiang）当打手。卧底任务接近一年，蒋老大决定金盆洗手，生意伙伴老关（Kwan）没有强烈反对，然而找来一群黑社会追杀他。尽管阿杰出手，蒋老大还是被一名神秘的狙击手狙杀了。
蒋老大弥留之际，嘱托阿杰将一个装有帮派信息的信封交给和他关系疏远的女儿米歇尔（Michelle）。米歇尔是阿杰的童年玩伴，在旧金山生活。阿杰在重重阻挠下，把信封交给他。阿杰和米歇尔还在旧金山遇到共同好友阿齐（Chi）。三人之后遭到当地黑帮头目比利·孙（Billy Soon）手下追击，阿杰和阿齐最终成功与米歇尔会合，然而却被俘虏。阿杰最终得知老关雇佣比利寻找信封的下落，还让他将三人杀掉。阿杰和阿齐成功逃跑，击败比利并救出米歇尔。经过一场鏖战，被打败的比利想用手枪射米歇尔，不料被阿齐肉身挡下子弹，阿杰一怒之下杀掉比利。阿齐中枪身亡后不久，米歇尔决定回到香港斩断老关的活动。
刚回到香港，米歇尔就在长洲港被韩国狙击手张元（Won Jang）打枪打伤。不久后米歇尔被送往医院，途中遭到老关手下绑架。阿杰前去寻找，最终来到蒋老大之前持有的一座摩天大楼。阿杰一路杀到老关面前，却被老关徒手击败。警方随后到场逮捕老关，老关想向阿杰的上司维克多·刘（Victor Lau）开枪，但被阿杰抢去武器，维克多见机开枪打中了老关的胸部，击毙了他。
在蒋老大的葬礼上，维克多接触米歇尔和阿杰，要求他们把信封烧掉。维克多后来透露，自己派人杀掉了老将和阿杰的父亲，并从帮派中牟取暴利。信封被烧不久后，阿杰展示了一封写有维克多自首证词的电报，之后在徒手格斗中击败了维克多。维克多之后被香港警方拘留，阿杰和米歇尔讲了他们逝去父亲的故事。阿杰告诉米歇尔，老蒋的信封实际上写的是维克多的罪证，被他藏在了没人知道的地方，而维克多叫他们烧掉的信封是假的。游戏结尾，阿杰把老蒋的信封交给米歇尔，表示“死有輕於鴻毛，重於泰山”（It is better to die with honor than to live without）。

## 评价
游戏获得了汇总媒体Metacritic的“一般”评价。
《花花公子》打出88%的评价，认为：“这不是一款你会无限重玩的游戏，这是你亲历的故事。通关的时候，你或许会把它压在书架上，再也不碰它，就像一本好书一样，但这不意味着这不是一本有趣的书。”《娱乐周刊》打出B级的评分，表示“每个关卡都有优秀的电影画面和大手笔特技表演，但缺乏构思的控制方案会令人沮丧”。然而，《辛辛那提询问者报》打出3.5/5星评价，认为“控制阿杰的操作实际上非常直观，即便使用复杂的多方向战斗方案”。